# NBSプライムニュース みんなの信州
『NBSプライムニュース みんなの信州』（エヌビーエス プライムニュース みんなのしんしゅう）は、長野放送で2018年4月2日から2019年3月31日まで放送されたローカルニュース番組。

## 番組概要
キー局・フジテレビが『プライムニュース イブニング』をスタートさせることに伴い、『NBSみんなのニュース』の後継番組として放送開始。前番組のコーナーも一部放送が継続される。
平日
- カラーリング：NBSプライムニュースみんなの信州
- カラーリング：PRIMEnewsみんなの信州

上の段に『PRIME』下の段に『news みんなの信州』と表記。

## キャスター
- 宮本利之（月 - 金曜日）
- 大谷香奈絵（月・火曜日）
- 坂本麻子（水 - 金曜日）

## 放送時間
平日（月曜 - 金曜）
- 17:53 - 19:00（県内向けローカルパートは18:14 - ）
  - 16:49 - 17:53は「プライムニュース イブニング」のタイトルで、冒頭1分間県内ニュースヘッドラインを放送するほかは全て東京から放送していた。